# Ferruccio Parri
Ferruccio Parri (19. ledna 1890 – 8. prosince 1981) byl italský antifašistický politik, premiér své země od 21. června 1945 do 10. prosince 1945, kdy po zhroucení fašistického režimu řídil vládu národní jednoty. Vystudoval italianistiku a pro své politické postoje byl řadu let vězněn. Za druhé světové války byl partyzánským velitelem a vystupoval pod jménem Maurizio. Roku 1963 ho prezident Giuseppe Saragat jmenoval senátorem na doživotí.